# Vetje (vis)
Het vetje (Leucaspius delineatus) is een klein blijvende karperachtige vissoort.

## Kenmerken
Het vetje is een spoelvormig visje met een brede bovenstandige bek en een vrij stompe kop. De vinnen zijn afgerond. De zijlijn is onvolledig en hij heeft grove schubben die vrij gemakkelijk loslaten. Ze zijn zilverachtig, maar als er veel watervlooien in het water zitten soms ook wat lila.

De visjes kunnen maximaal 12 cm groot worden, maar zijn meestal zo'n 6 tot 8 cm lang. Jonge vetjes zijn moeilijk van alvers te onderscheiden. De stompe kop en de bek die aan een shovel doet denken zijn duidelijke kenmerken van het vetje.

In de paaitijd kan het mannetje aan de paaiuitslag in de vorm van kleine witte puntjes over het hele lichaam herkend worden. Het vrouwtje heeft een wittige wat gezwollen genitaalpapil.

## Levenswijze
Vetjes komen in heel ondiep water voor. Vaak zitten ze in kleine slootjes onder stuwtjes. Ze koloniseren vaak nieuw water en kunnen ook in visvijvers voorkomen waar roofvissen ontbreken. In dat soort omstandigheden is het vetje vaak massaal aanwezig. Het vetje eet alleen levende ongewervelden, zoals muggenlarven, haften en watervlooien.

### Voortplanting
Het vetje doet aan broedzorg, de wijfjes zetten de eitjes af als een spiraalvormige band die aan harde oppervlakten of waterplanten kleeft. Het mannetje voorziet de eitjes van zuurstof door met de borstvinnen vers water toe te voeren. Door met de kop langs de eitjes te wrijven voorkomt hij met zijn huidslijm dat de eitjes verschimmelen.

## Verspreiding

### Europese verspreiding
Het verspreidingsgebied van het vetje en de bittervoorn is bijna identiek. Beide soorten zijn in West-Europa geïntroduceerd, de bittervoorn rond AD 1100, het vetje aan het eind van de negentiende eeuw. Het verspreidingsgebied heeft een zwaartepunt in Centraal-Europa en Rusland. Het vetje komt voor in Nederland, België, een klein stukje Frankrijk, Duitsland,Polen, en Oost-Europa met uitzondering van de voormalig Joegoslavische staten. Recentelijk is de soort ook in Engeland geïntroduceerd.

### Verspreiding in de Lage Landen
In Vlaanderen is het vetje bekend sinds 1890 waarbij de aanleg van kanalen waarschijnlijk een rol heeft gespeeld.
In Nederland is het in de eenentwintigste eeuw een algemene soort in stilstaande en langzaam stromende wateren. Het verdwijnen van waterplanten en begroeide oevers kan leiden tot afname in een bepaald gebied. Sinds 1921 is het vetje bekend, daarvoor werd het waarschijnlijk over het hoofd gezien, of beschouwd als jong ‘witvisje’. Enige tientallen jaren geleden kwam het visje in Friesland nog niet voor maar anno 2010 wel. Op sommige plaatsen, bijvoorbeeld in Limburgse beken, kan de soort massaal aanwezig zijn.

### Knelpunten
Het verdwijnen van onderwaterplanten door vermesting en vervuiling van stilstaande wateren. Bij veldonderzoek in de Gelderse Rassenbeek bleek dat vetjes zich maar één generatie lang konden handhaven. Ecologische kennis over het vetje in Nederland is beperkt. Een ander probleem is de introductie van een nieuwe parasiet die bij de oorspronkelijke gastheer, de Blauwband (Pseudorasbora parva) nauwelijks problemen geeft, maar de stand van het vetje kan decimeren.

### Maatregelen en wettelijke status
Zuivering van afvalwater, diffuse lozingen op het oppervlaktewater voorkomen. Het vetje staat in de Visserijwet (zonder beperkingen) en als 'kwetsbare' soort op de Nederlandserode lijst. Verder staat de soort op bijlage 3 van de Conventie van Bern.

## Afbeeldingen

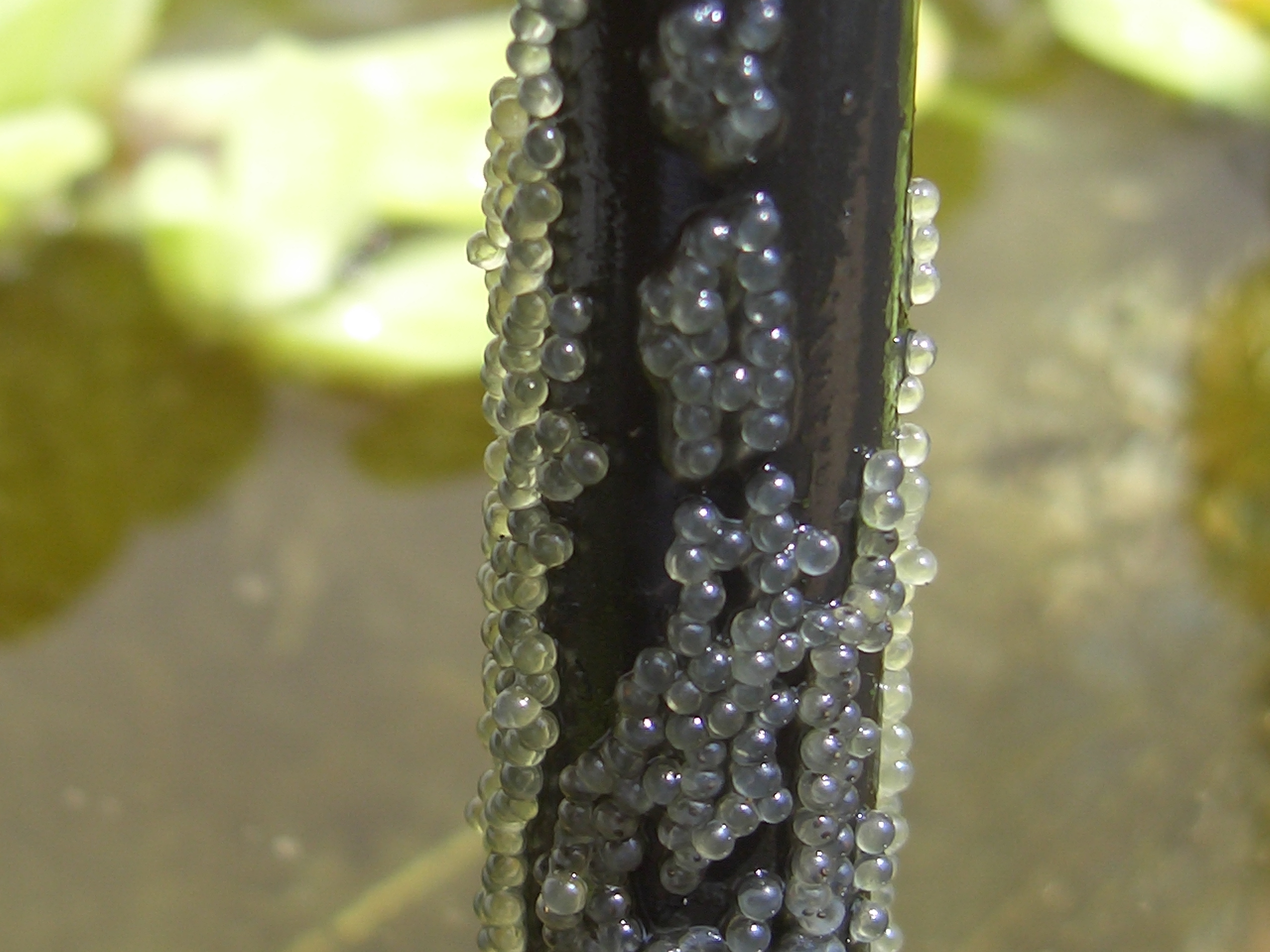
Eitjes van het vetje
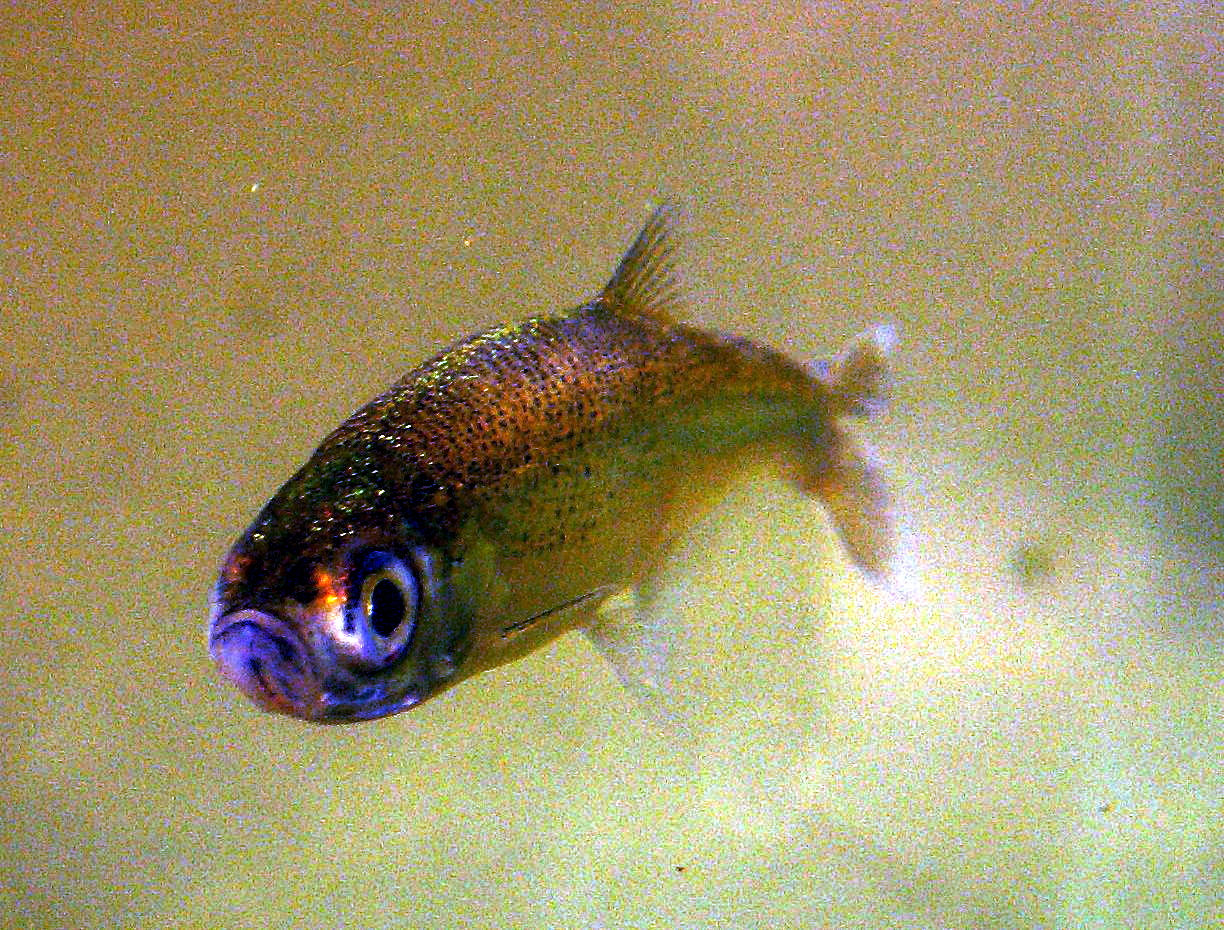
Typische bulldogachtige kop van het vetje, de kop van de gelijkende alver Alburnus alburnus is spits en de alver heeft een meer afgeplatte lichaamsvorm
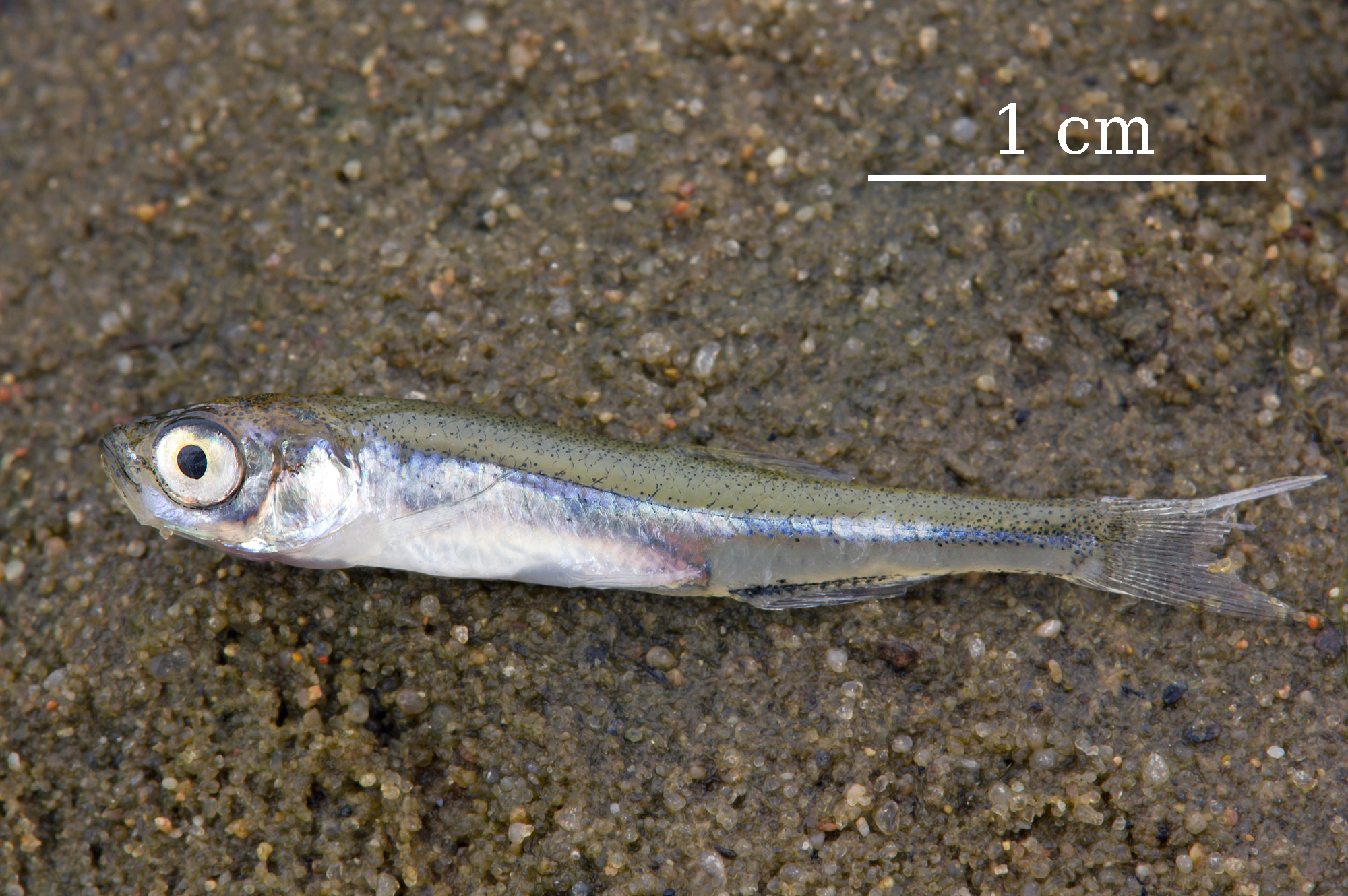
Dode jonge dieren op het land
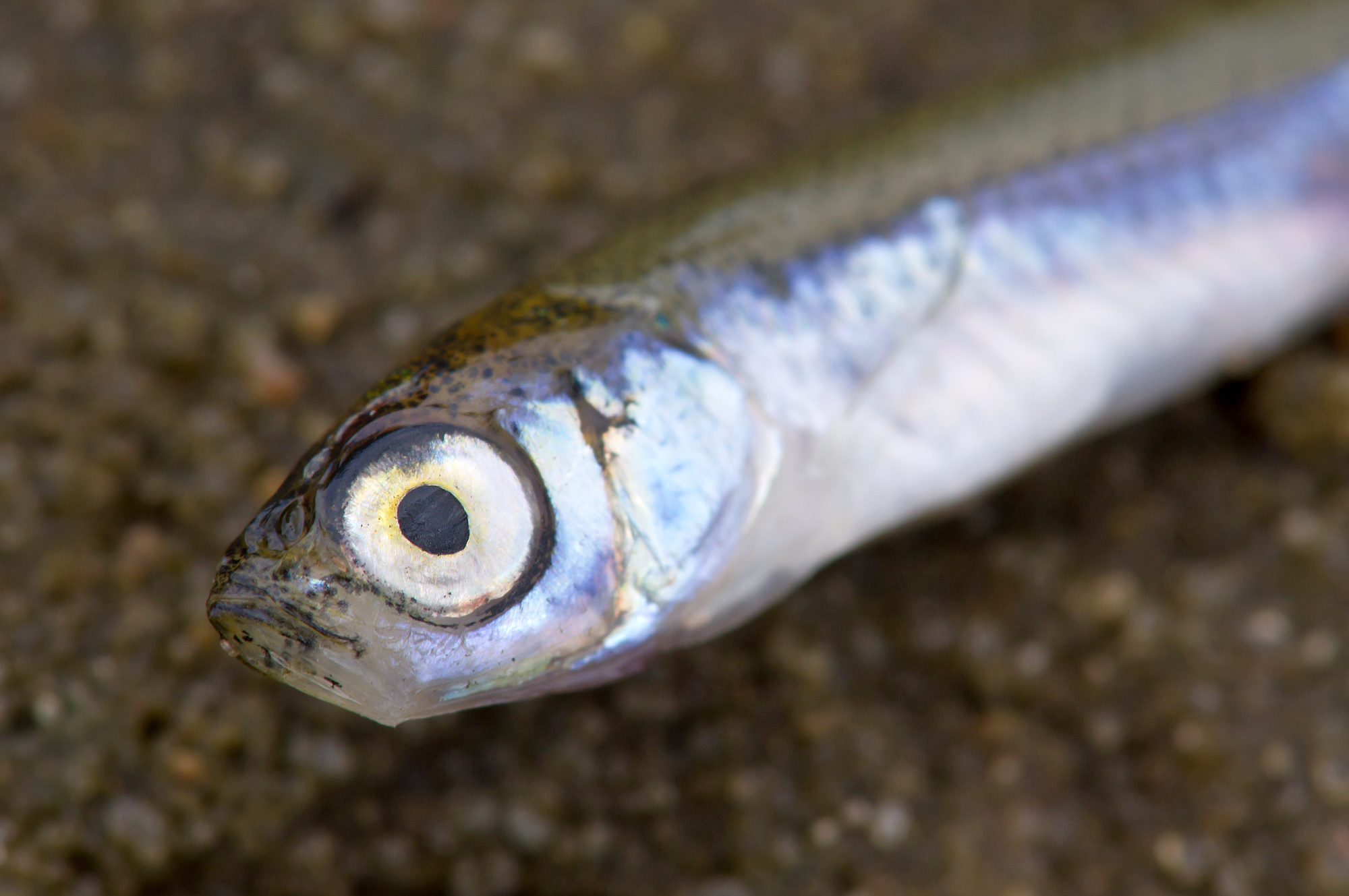
De ogen zijn zeer groot in relatie tot het lichaam